# Лі Хе Чхан
Лі Хе Чхан (кор. 이해찬, 李海瓚, I Haechan, I Haech'an; нар. 10 липня 1952) — корейський політик, тридцять шостий прем'єр-міністр Республіки Корея.

## Кар'єра
Від 1998 до 1999 року очолював міністерство освіти Південної Кореї. На тій посаді він реформував систему вступу до коледжів.
У червні 2004 року, за президентства Но Му Хьона, Лі Хе Чхан очолив Уряд Республіки Корея. На початку березня 2006 року він був змушений подати у відставку, головним імпульсом до такого кроку для прем'єр-міністра став страйк працівників залізниці й метрополітену.
Від 2018 до 2020 року Лі був головою Демократичної партії, а нині очолює Національну асамблею.